# وین ایر
وین ایر (به انگلیسی: Winair) یک شرکت هواپیمایی با کد یاتا WM است که در تاریخ ۱۹۶۱ میلادی تأسیس شده و در تاریخ ۵ ژوئیه ۱۹۶۲ فعالیتش را آغاز کرده‌است.
قطب این شرکت هواپیمایی در فرودگاه بین‌المللی پرینسس جولیانا قرار دارد و به ۱۱ مقصد، پرواز مستقیم انجام می‌دهد.

## مقصدهای پروازی

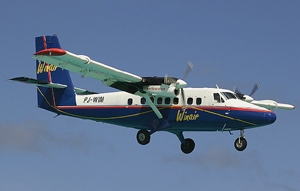

وین ایر به مقصدهای زیر پرواز انجام می‌دهد:
| شهر                    | کشور          | فرودگاه                            | توضیحات                       |
| ---------------------- | ------------- | ---------------------------------- | ----------------------------- |
| د ولی                  | آنگویلا       | فرودگاه بین‌المللی کلیتن جی. لوید   |                               |
| Marigot                | دومینیکا      | فرودگاه ملویل هال                  | اجراشده توسط ایر آنتیل اکسپرس |
| Charlestown            | نویس (جزیره)  | فرودگاه بین‌المللی ونس و. آموری     |                               |
| The Bottom             | سیبا          | فرودگاه یوانخو ئی. یروسخین         | کوتاه‌ترین پرواز تجاری جهان    |
| گوستاویا               | سن بارتلمی    | فرودگاه گوستاف ۳                   |                               |
| باسه‌تر                 | سنت کیتس      | فرودگاه بین‌المللی رابرت ل. بریدشو  |                               |
| Oranjestad             | سینت یوستیشس  | فرودگاه فرانکلین دلانو روزولت      |                               |
| فیلیپسبورگ، سینت مارتن | سینت مارتن    | فرودگاه بین‌المللی پرینسس جولیانا   | قطب                           |
| رود تاون               | Tortola       | فرودگاه بین‌المللی ترانس بی. لتسام  |                               |
| سان خوآن               | پورتوریکو     | فرودگاه بین‌المللی لوئیز مونز مارین |                               |
| پوئنت-ا-پیتر           | جزیره گوادلوپ | فرودگاه بین‌المللی پوانت آ پیتر     |                               |